# Lisa Kleypas
LISA KLEYPAS
sinh năm:1964 tại Texas, Mỹ.
Bút danh:LISA KLEYPAS.
Nghề nghiệp: nhà văn viết tiểu thuyết.
Quốc tịch:MỸ
Giai đoạn:1987 đến nay 
Các thể loại: tình cảm lịch sử. Tình cảm đương đại.
Lisa Kleypas là tác giả có sách bán chạy nhất nước Mỹ về thể loại tiểu thuyết lịch sử và đương đại lãng mạn.Năm 1985, bà đoạt danh hiệu Miss Massachusetts và tham gia cuộc thi  Miss America diễn ra ở thành phố Atlantic. Kleypas luôn yêu thích việc đọc sách, đặc biệt là thể loại tình cảm. Bà bắt đầu viết quyển tiểu thuyết đầu tiên của chính mình trong thời gian nghỉ hè của bà khi học nghiên cứu khoa học chính trị Wellesley College,cha mẹ bà đồng ý hỗ trợ bà vài tháng sau khi tốt nghiệp,vì vậy bà có thể hoàn thành công việc mới của mình. Khoảng hai tháng sau, ở tuổi 21, Kleypas đã bán cuốn tiểu thuyết đầu tiên của mình. Cùng thời gian đó với chiều cao 5'2" Kleypas đã đạt danh hiệu Miss Massachusetts. Trong cuộc cạnh tranh tại cuộc thi Miss America bỏ lỡ, bà đã hát một bài tự mình sáng tác, điều bà thu được là giải thưởng "Người không vào chung kết tài năng ".
Kleypas đã trở thành một nhà văn tiểu thuyết toàn thời gian kể từ khi quyển sách đầu tiên được bán. Tiểu thuyết của bà đã được xếp ở thứ hạng cao trong bản danh sách những người bán chạy nhất, hàng triệu bản trên toàn cầu và được dịch ra 14 loại ngôn ngữ khác nhau.
Tháng 10 năm 98, căn nhà của bà ở Texas bị tràn ngập sau vài giờ mưa lớn, cả thị trấn của họ chìm trong nước. Bà và gia đình đã bị mất tất cả ngoại trừ quần áo họ đang mặc và chiếc ví của bà. Trong ngày đó, đồng nghiệp của bà tại Avon gửi những thùng quần áo và sách vở để giúp các gia đình hồi phục. Về phần Kleypas, bà và mẹ mình về nhà sau khi đã thực hiện một chuyến đi nhanh đến của hàng để mua bàn chải đánh răng, làm sạch quần áo và các nhu cầu cần thiết khác. Đặc biệt trong số họ ai cũng chọn cho mình một cuốn tiểu thuyết lãng mạn, một điều cần thiết để giúp họ thoát khỏi căng thẳng mà họ đang mang. Với Kleypas điều này đã xác nhận thực hiện quyết định của mình để viết tiểu thuyết lãng mạn thay vì những tác phẩm văn học tư tưởng. Được biết đến chủ yếu về thể loại tình cảm lịch sử của mình, đầu năm 2006, bà đã ra một thông báo về việc sẽ bắt đầu viết về tiểu thuyết tình cảm đương đại. Bà còn có kế hoạch cho tiểu thuyết tình cảm lịch sử trong tương lai. Lisa hiện đang sống ở Washington cùng với chồng là Gregory và hai con của mình.
Các tác phẩm của bà:    #BERKLEY -FAULKNER SERIES:
- WHERE PASSION LEADS(năm 87)
- FOREVER MY LOVE (88)

1. ONLY VALLERAND SERIES:

- ONLY IN YOUR ARMS (92)=WHEN STRANGERS MARRY(02)
- ONLY WITH YOUR LOVE(92)

§GAMBLERS OF CRAVEN'S SERIES:
- THEN CAME YOU(93)
- DREAMING OF YOU (94)
- AGAINST THE ODDS IN THE ANTHOLOGY WHERE'S MY HERO?(03)

§STOKEHURST FAMILY SERIES:
- MIDNIGHT ANGEL (95)
- PRINCE OF DREAMS(95)

§CAPITAL THEATRE SERIES:
- SOMEWHERE I'LL FIND YOU(96)
- BECAUSE YOUR MINE (97)
- I WILL in the anthology WISH LIST (01)

§ BOW - STREET RUNNER'S SERIES:
- SOMEONE TO WATCH OVER ME (99)
- LADY SOPHIA'S LOVER(02)
- WORTH ANY PRICE(03)

§ WALLFLOWER SERIES:
- SECRETS OF A SUMMER NIGHT(05)
- IT HAPPENED ONE AUTUMN (05)
- DEVIL IN WINTER(06)
- SCANDAL IN PRING (06)
- A WALLFLOWER CHRISTMAS

§THE HATHAWAYS SERIES:
- MINE TILL MIDNIGHT(07)
- SEDUCE ME AT SUNRISE (08)
- A HATHAWAY WEDDING (09)
- TEMPT ME AT TWILIGHT (09)
- MARRIED BY MORNING(10)
- LOVE IN THE AFTERNOON(10)

những truyện khác:
- LOVE,COME TO ME(88)
- GIVE ME TO NIGHT(89)
- STRANGER IN MY ARMS(98)
- WHERE DREAMS BEGIN(00)
- AGAIN THE MAGIC(04)
- CHRISTMAS LOVE STORIES(91)
- A CHRISTMAS PRESENT(94)
- THREE WEDDING AND A KISS(95)
- I WILL(01)
- SUGAR DADDY (07)
- BLUE EYED DEVIL(08)
- SMOTH TALKING STRANGER(09)
- CHRISTMAS EVE AT FRIDAY HARBOR(10)
- RAINSHADOW ROAD(.12)
- GRIFFIN BAY(12)
- DREAM LAKE (12)

CÁC GIẢI THƯỞNG:
¤1998-giải thưởng WALDENBOOKS cho sự tăng trưởng bán hàng vĩ đại nhất-someone to watch over me
¤99:nhà văn lãng mạn của Mỹ vào chung kết giải RITA(RWOARAF) someone to..
¤02 RWOARAF suddenly you.
¤02 RWOARA winner for her WISH LIST
¤02 ROMANCE TIMES truyện lịch sử tình cảm lãng mạn nhất LADY SOPHIA'S LOVER
¤02: publishers weekly  starred reviews for LADY SO...+WHEN STRAN..
¤03: pwsrf WORTH ANY..
¤03:top 10 trang tiểu thuyết lãng mạn nhất năm 2003 trên  AMAZONE EDITOR'S bởi  WHERE'S MY...+WORTH...
¤04 RWOARA WORTH ANY PRICE 
¤04 PWSRF SECRET OF...
¤06 RWOARAF truyện ngắn lịch sử IT HAPPENED ONE AUTUMN.
¤07 RWOARAF truyện ngắn lịch sử THE DEVIL IN WINTER + SCANDAL IN SPRING.